# 地経学
地経学（ちけいがく、英語：geoeconomics / geo-economics）とは、経済や資源の時間的、空間的そして政治的側面の研究をする学問である。ジオエコノミクスとも。地政学の一分野としての地経学の形成は、政治学者のエドワード・ルトワックや経済学者のパスカル・ロロットらが源流とされる。アゼルバイジャンの経済学者ユサル・ガシムリは地経学を、（惑星資源の経済分析を含めた）地球の中心から宇宙へと向かう「無限円錐」における経済学、地理学そして政治学の相互関係の学問だと定義している。また、加藤洋一は「地政学的な利益を、経済的手段で実現しようという政治・外交手法」だとしている。
一般的には政治的紛争における経済的手段の使用に関する研究領域として理解される。類似でより広範囲の概念に経済外交（economic diplomacyあるいはeconomic statecraft）が存在する。 

## 「商取引に関する文法の矛盾の論理」
ルトワックは、軍事紛争の根底にある同じ論理は国際通商にも通底していると主張する。 
- 国家は、財政法が規定する限りにおいて富を集めようとする、他の国家が前者の範囲内で商業活動に課税することを許すことはない。したがってここにゼロサムの状況が成立する。
- 国家は独占的に域内の経済活動を規制することにより、国境を越えた目的のためではなく、自国の国境内での成果を最大化しようとし、この結果が他の国家にとって最適ではない場合でも自国の利益を優先する。この国家による規制の論理は一部、競合論理に通底する。
- 国家および国家ブロックは政府によるサービスとそれに対する支払いを居住者に制限するように強制する。国家は、多国籍に対する便益ではなく、また他の国家がどのように影響を受けるかに関係なく、国内の便益を最適化するためのインフラプロジェクトを計画する。
- 国家および国家のブロックは、技術革新そのもののためではなく、境界内で利益を最大化するために技術革新を促進しようとする。 [2]

## 地経学 対 重商主義
地経学は重商主義や新重商主義と混同されるべきでない。重商主義下では、商業紛争が軍事衝突に繋がりうる政治論争へ発展した際、その目標は国家の金の保有量を最大化することであった。それ以前の様相は商業紛争の「敗者」は軍事的に結果に異議を申し立てることができるという今までにない可能性によって支配されていたので、重商主義的競争は軍拡競争に従属していた。例えば、
"スペインは、その新大陸の植民地との間の全ての貿易がスペインの貨物船でスペインの港を通ることのみができるよう決めたかもしれないが、イギリスとオランダの武装商人は依然としてスペインのスループに反抗して不利な入植者に有益な貨物を運べ、宣戦布告時に民間人はさらに収益性の高いスペイン行きの貨物を差し押さえることができた。同様に、ポルトガル人がインド貿易で競合できなかったアラブ船を沈めたように、カボタージュを禁止したイギリス議会の重商主義的法律に返答するためオランダ人はテムズ川へフリゲートを派遣した。"
しかし、地経学の新時代においても優れた解決法はない。紛争の原因と手段の両方が経済的たりえる。商業上の意見の相違が国際的な政治衝突につながる場合、その紛争は商業の武器で解決されなければならない。

## 地経学の「武器」
国家は国内の民間団体への支援や指導を通じて、または外国の商業的利益に対抗する直接行動を通じて、地経学的競争に従事する。
- 国家はリスクの高い研究開発の支援、海外での市場浸透型投資の開始、及び市場シェア強制のための生産の過剰投資を通じて民間企業を支援する。
- より直接的には、国家は外国製品に租税と割当を課し、輸入に対する規制上のまたは隠された障壁を強化したり、輸出金融の割引を行なって国家技術プログラムを開始し、経済的・技術的情報を収集する。

ルトワックによれば、攻撃兵器は戦争中と同様に、地経学においてより重要である。さらに、国家が支援する研究開発はこれらの兵器の中でも最重要である。
"戦争では大砲が領土を火で征服して歩兵がそれを占領するのと同じように、ここでの目的は技術的優位性を達成することによって将来の産業を征服することである."
ここでいう「歩兵」とは、商業生産に相当するものであり、国が各種の補助金を通じて支援することも可能である。もう一つの地経学的兵器は略奪金融（predatory finance）である。国内輸出業者が強力な競争相手を克服するのに十分な運営補助金がなければ、国家は市場金利を下回る金利で融資できる。例えば、米国の輸出入は金融輸出に融資保証を提供しており、これに相当する機関が全ての主要先進国に存在する。
"このため、外国人が享受する権利そのものを税で支払う国内の借主よりも、彼らは日常的に低い金利で支払う。それはすでに低金利の武器で輸出品を求めることになっているが、略奪金融の告発は、争奪売却の過程で金利が突然低下した場合のために留保される。無論、主要な貿易国は互いにそうしたことはしないと取り決めをしており、時としてその約束を破る。"
世界年金・投資フォーラムの金融経済学者M.ニコラスJ.フィルズリは、金融的な自給自足を含む「地経学的重力の法則」や国家の実効的主権を確保するための発展した多様な交通機関が不可欠であると主張する: 「カタール政府は、地経学的重力の法則に永遠に逆らうことができると考えていたために、現在桁外れの代償を払っている。」
その観点から、国別魅力度や中国が一帯一路を通じて行使したようなかなりの距離でソフト・パワーを投じる能力もまた、地経学的な強さの重要な決定要因であると考えられている。
ここでは、年金基金（Pension Fund）のような大企業資産の所有者が、アメリカや中国のような大国と並んで、ますます重要な役割を果たすことが期待されている:
自分勝手で倹約的な 「アメリカ・ファースト」 のホワイトハウスの政策立案者でさえ、結局はこの運命的な地経学的展開を無視できないことを悟った。 2018年11月、副大統領のマイク・ペンスはドナルド・トランプ政権による「インド太平洋ビジョン」 を促進するためアジア諸国を歴訪した。これは「地域インフラ資産への民間投資」を奨励するために、数百億ドルの新規融資や信用補完メカニズムの支援を受けた野心的な計画である。「官僚ではなくビジネスが我々の努力を容易にする」とペンスは主張した。新たなグレート・ゲームが始まり、年金投資家は今後、「地経学の時代」における安定した立場として米中両政府から熱心に誘われることになるだろう。

## 地経学は地政学になりかわるか
冷戦終結に際してリチャード・ニクソンは、アメリカ合衆国の政策立案者の間では地経学的考察がやがて古典的な地政学のそれに取って代わると予測し、（彼が問題視している傾向）：「経済力の重要性や地経学が軍事力や伝統的地政学を上回ってきた、と冷戦が激化するにつれ主張する者もいる。彼らはアメリカがその刀を鋤の刃（plowshares）ではなくマイクロチップとして打ち叩かなければならないと結論付けている。」(Nixon 1992)